# Janik Riebli
Janik Riebli (ur. 27 października 1998) – szwajcarski biegacz narciarski.

## Kariera
Po raz pierwszy na arenie międzynarodowej pojawił się 22 lutego 2014 roku w Oberwiesenthal, gdzie w zawodach juniorskich zajął 27. miejsce w biegu na 7,5 km techniką klasyczną. W 2018 roku wystąpił na mistrzostwach świata juniorów w Goms, gdzie zajął 11. miejsce w sprincie stylem dowolnym, 25. w biegu łączonym oraz 11. miejsce w sztafecie. Był też między innymi dziewiąty w sprincie stylem klasycznym oraz jedenasty w sztafecie mieszanej podczas mistrzostw świata młodzieżowców w Vuokatti w 2021 roku.
W zawodach Pucharu Świata zadebiutował 15 grudnia 2018 roku w Davos, zajmując 62. miejsce w sprincie stylem dowolnym. Pierwsze pucharowe punkty wywalczył 12 grudnia 2020 roku w tej samej miejscowości, gdzie w sprincie stylem dowolnym zajął 26. miejsce. Na podium zawodów tego cyklu pierwszy raz stanął 21 stycznia 2023 roku w Livigno, kończąc sprint techniką dowolną na trzeciej pozycji. W zawodach tych wyprzedzili go jedynie Johannes Høsflot Klæbo z Norwegii i Francuz Richard Jouve.

## Osiągnięcia

### Mistrzostwa świata młodzieżowców
| Miejsce | Dzień     | Rok  | Miejscowość    | Konkurencja              | Czas biegu | Strata  | Zwycięzca             |
| ------- | --------- | ---- | -------------- | ------------------------ | ---------- | ------- | --------------------- |
| 11.     | 1 marca   | 2020 | Oberwiesenthal | Sprint stylem dowolnym   | 2:38,56    | -       | Vebjørn Hegdal        |
| 40.     | 3 marca   | 2020 | Oberwiesenthal | 15 km stylem klasycznym  | 36:26,4    | +3:58,9 | Siergiej Ardaszew     |
| 9.      | 11 lutego | 2021 | Vuokatti       | Sprint stylem klasycznym | 3:01,72    | -       | Aleksandr Tierientjew |
| 11.     | 13 lutego | 2021 | Vuokatti       | Sztafeta mieszana        | 52:52,9    | +2:56,9 | Norwegia              |

### Mistrzostwa świata juniorów
| Miejsce | Dzień       | Rok  | Miejscowość | Konkurs                | Wynik   | Strata  | Zwycięzca               |
| ------- | ----------- | ---- | ----------- | ---------------------- | ------- | ------- | ----------------------- |
| 11.     | 28 stycznia | 2018 | Goms        | Sprint stylem dowolnym | 2:59,77 | —       | Tom Mancini             |
| 25.     | 1 lutego    | 2018 | Goms        | 20 km bieg łączony     | 58:45,7 | +3:48,0 | Harald Østberg Amundsen |
| 9.      | 3 lutego    | 2018 | Goms        | bieg sztafetowy 4×5 km | 50:04,2 | +3:00,7 | Norwegia                |

### Puchar Świata

#### Miejsca w klasyfikacji generalnej
| Sezon     | Miejsce |
| --------- | ------- |
| 2020/2021 | 59.     |
| 2021/2022 | 64.     |
| 2022/2023 | 46.     |
| 2023/2024 | 47.     |
| 2024/2025 | 37.     |

#### Miejsca na podium w zawodach indywidualnych
| Nr | Dzień       | Rok  | Miejscowość | Konkurencja              | Czas biegu | Strata | Miejsce | Zwycięzca              |
| -- | ----------- | ---- | ----------- | ------------------------ | ---------- | ------ | ------- | ---------------------- |
| 1. | 21 stycznia | 2023 | Livigno     | Sprint stylem klasycznym | 2:28,38    | +1,44  | 3.      | Johannes Høsflot Klæbo |